# Kopydłowo (powiat gnieźnieński)
Kopydłowo – osada w Polsce położona w województwie wielkopolskim, w powiecie gnieźnieńskim, w gminie Kłecko.
Wzmiankowana po raz pierwszy w 1399 r. W latach 80. XIX wieku Kopydłowo liczyło 94 mieszkańców. W latach 1975–1998 miejscowość położona była w województwie poznańskim.
Inne miejscowości o nazwie: Kopydłowo